# Quasimodo d'El Paris
Pour les articles homonymes, voir Quasimodo.
Pour plus de détails, voir Fiche technique et Distribution.
Quasimodo d'El Paris est un film français de Patrick Timsit, sorti en 1999.
Il s'agit d'une adaptation humoristique du roman Notre-Dame de Paris de Victor Hugo publié en 1831, en imaginant l'histoire de nos jours dans une ville fictive « El Paris ».

## Synopsis
Quasimodo, fils de bourgeois trop perfectionnistes, est échangé durant son enfance contre Esméralda, plus proche de la perfection du point de vue physique. Il est recueilli par le prêtre Serge Frollo. Devenu adulte, il aide celui-ci à supprimer les « filles de mauvaise vie » mais sa route croise celle d'Esméralda, devenue jeune fille de bonne famille et désormais prénommée Agnès. Celle-ci va découvrir qu'elle est en réalité une « Cubaine » de la population pauvre de la ville et va se rebeller.

## Fiche technique
Sauf indication contraire, les informations mentionnées dans cette section peuvent être confirmées par la base de données cinématographiques IMDb,  présente dans la section « Liens externes ».
- Titre original : Quasimodo d'El Paris
- Réalisation : Patrick Timsit
- Scénario : Patrick Timsit, Jean-François Halin et Raffy Shart, d'après Notre-Dame de Paris de Victor Hugo
- Musique : Laurent Petitgirard
- Décors : Carlos Conti
- Costumes : Juliette Chanaud
- Photographie : Vincenzo Marano
- Son : Jean-Paul Hurier, Bernard Aubouy, Benjamin Viau
- Montage : Catherine Renault
- Production : René Cleitman et António da Cunha Telles
  - Production déléguée : Bernard Bouix
  - Assistant production : Sérgio Baptista
- Sociétés de production[1] : Hachette Première, Tentative d'Evasion, France 3 Cinéma et M6 Films,
  - avec la participation de TPS Cinéma, Cofimage 10 et le CNC
- Sociétés de distribution : BAC Films
- Budget : 10 650 000 €[2]
- Pays de production :  France
- Langue originale : français
- Format[3] : couleur - son DTS | Dolby Digital
- Genre : comédie, policier
- Durée : 100 minutes
- Dates de sortie[4] :
  - France : 24 mars 1999
  - Belgique : 31 mars 1999
- Classification[5] :
  - France : tous publics[6]
  - Belgique : tous publics (Alle Leeftijden)[7]
  - Suisse romande : interdit aux moins de 16 ans[8]

## Distribution
- Patrick Timsit : Quasimodo
- Richard Berry : Serge Frollo
- Mélanie Thierry : Agnès / Esméralda
- Vincent Elbaz : Phoebus
- Didier Flamand : le gouverneur d'El Paris
- Patrick Braoudé : Pierre-Grégoire
- Axelle Abbadie : la femme du gouverneur
- Dominique Pinon : Trouillefou
- Albert Dray : Pablo
- Doud : Diego
- Lolo Ferrari : la fée
- Jean-François Halin : le conducteur alléché
- Raffy Shart : l'homme au chapeau
- François Levantal : le psychopathe
- Thierry Lhermitte : speaker "El-Paris Info" (voix)
- Cathy Guetta : une prostituée
- Blanca Li : la danseuse dans la boîte de nuit